# Alphonse de Stuers
Alphonse Lambert Eugène ridder de Stuers (Maastricht, 20 februari 1841 – Parijs, 4 mei 1919) was een Nederlands diplomaat. Hij was daarnaast actief als (amateur)kunstenaar en kunstverzamelaar.

## Leven en werk
De Stuers, lid van de familie De Stuers, was een zoon van Hubert Joseph Jean Lambert ridder de Stuers (1788-1861) en van Hortense Josephine Constance Beyens (1814-1869). Vader Hubert had een militaire carrière doorlopen en was ten tijde van Alphonses geboorte oud-commandant van het Indisch leger. Alphonse de Stuers trouwde in 1875 in New York met Margaret Laura Carey (1853-1911), uit dit huwelijk werden vier kinderen geboren. Het huwelijk werd door echtscheiding ontbonden. De Stuers werd in 1881 eigenaar van de Boetselaersborg, die van 1801 tot 1927 in handen van de familie was.

### Politieke loopbaan
Alphonse de Stuers studeerde rechtsgeleerdheid te Leiden en promoveerde in 1864. Hij werd twee jaar later aangesteld als attaché bij het corps diplomatique. Hij werd als gezantschapssecretaris geplaatst in Parijs (1868, 1879), Wenen (1871), Brussel (1873), Berlijn (1874, 1878) en Londen (1875). In 1875 was hij een korte tijd ad interim zaakgelastigde in de Verenigde Staten. In 1881 werd hij benoemd tot minister-resident in Spanje, waarna hij van 1885 tot aan zijn overlijden buitengewoon gezant en gevolmachtigd minister in Parijs was. Hij was daarnaast kamerheer van koningin Wilhelmina (1903-1919). In 1916 werd hij benoemd tot staatsraad in buitengewone dienst. Vanwege de oorlog kon hij niet weg uit Parijs en is hij niet als zodanig beëindigd.
De Stuers ontving meerdere onderscheidingen. Hij overleed in 1919, op 78-jarige leeftijd, in Parijs.

### Onderscheidingen
- Officier in de Leopoldsorde (1875)
- Commandeur in de Frans Jozef-orde
- Commandeur in de Orde van de Nederlandse Leeuw (1891)
- Ridder Grootkruis in de Orde van Oranje-Nassau (1912)
- Grootofficier in het Legioen van Eer

## Kunstenaar en kunstverzamelaar
Het gezin De Stuers-Beyens had grote belangstelling voor kunst. Jongere broer Victor de Stuers (1843-1916) was als rijksambtenaar actief op het gebied van kunstbevordering en kunstbescherming. Hij was medeverantwoordelijk voor de bouw van het nieuwe Rijksmuseumgebouw en wordt beschouwd als grondlegger van de Nederlandse monumentenzorg.
Alphonse de Stuers kreeg les aan de academie van Ars Aemula Naturae in Leiden. Hij maakte onder meer tekeningen, litho's en beeldhouwwerken. Voorbeelden van zijn werk zijn bustes van Karel E.M. Ruijs de Beerenbrouck (1789-1863), Statenlid in Limburg en van de Franse kolonel Eugène Stoffel, en van zijn oom François en vader Hubert ridder de Stuers. De laatste toonde hij in 1860 op de tentoonstelling van Levende Meesters bij de Amsterdamse Koninklijke Akademie van Beeldende Kunsten. Hij maakte ook een stenen reliëfportret van zijn broer Victor (1901) dat werd geplaatst aan de Sociëteit de Stuers in Maastricht. Alphonse de Stuers was correspondent van de Parijse Academie.
De Stuers had een uitgebreide kunstverzameling. In 1932 werden ongeveer 160 kunstvoorwerpen uit zijn nalatenschap geveild bij het veilinghuis Frederik Muller & Co. in Amsterdam. Tot de verzameling behoorden onder meer schilderijen van Anthonie Palamedesz., Jean-Baptiste Perroneau en Jan van Scorel, sculpturen, wandtapijten, stoffen en meubels. Een deel ervan is in museale collecties terechtgekomen.

### Foto's van werken

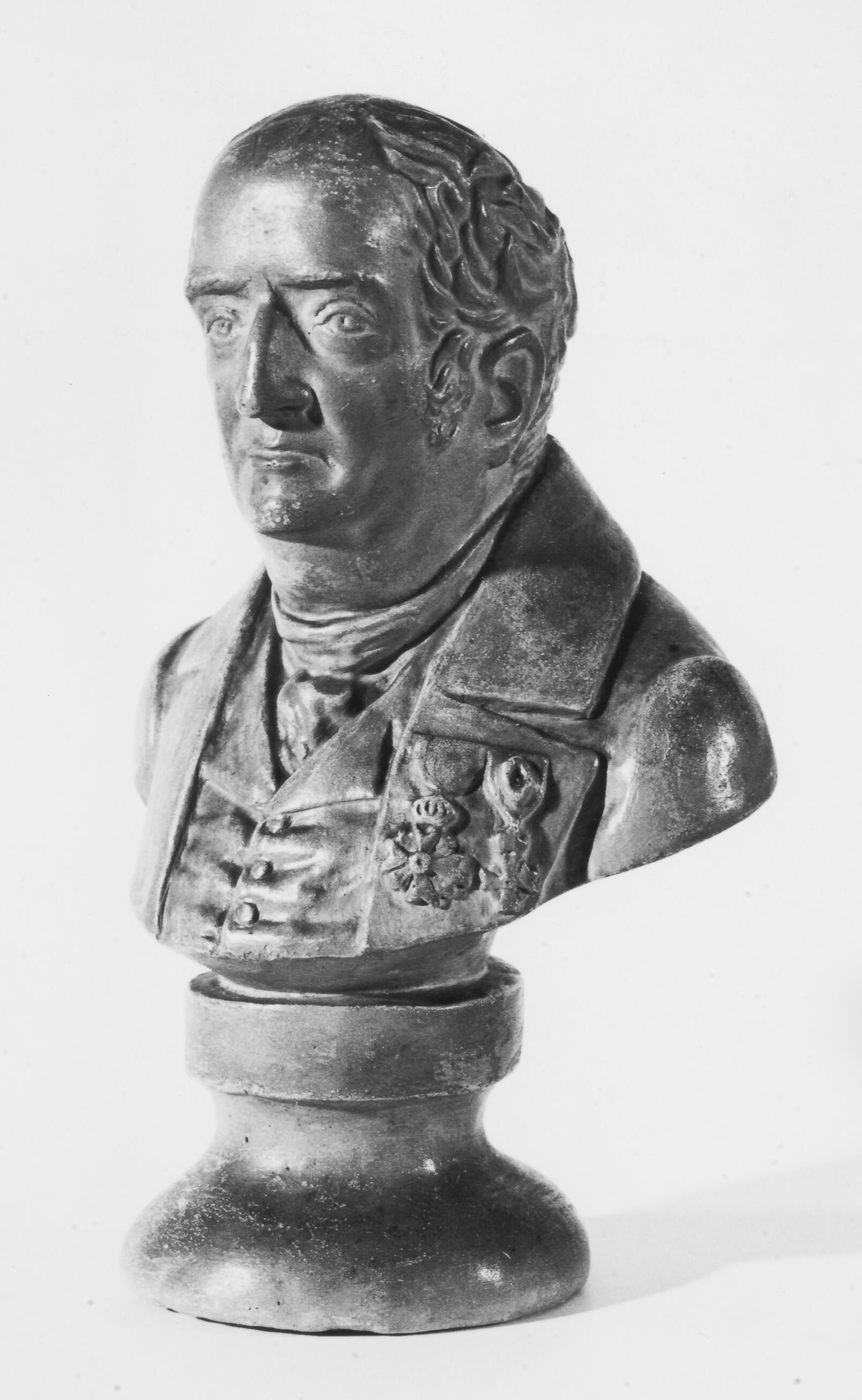
Buste van Karel E.M. Ruijs de Beerenbrouck (1858)
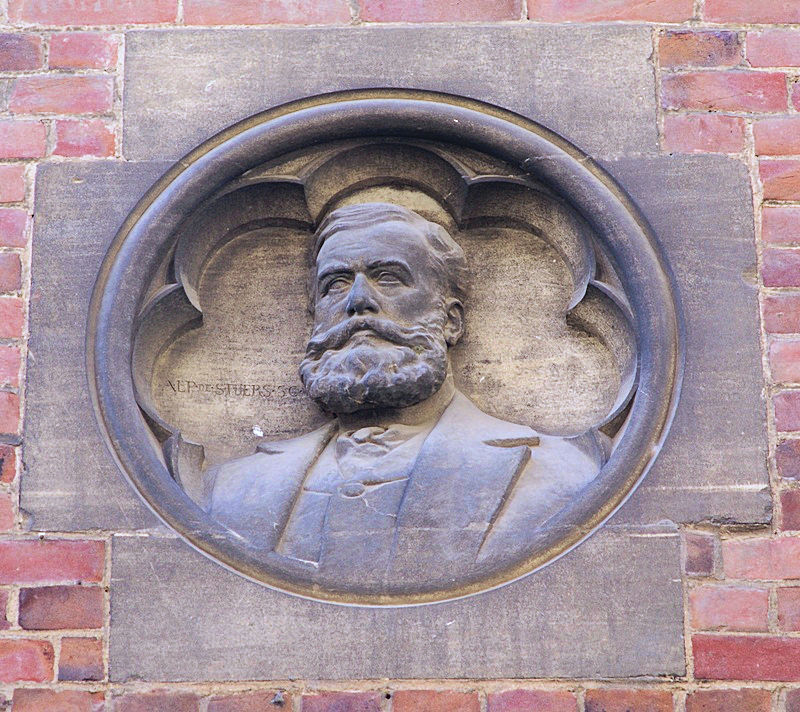
Reliëfportret Victor de Stuers, Maastricht (1901)
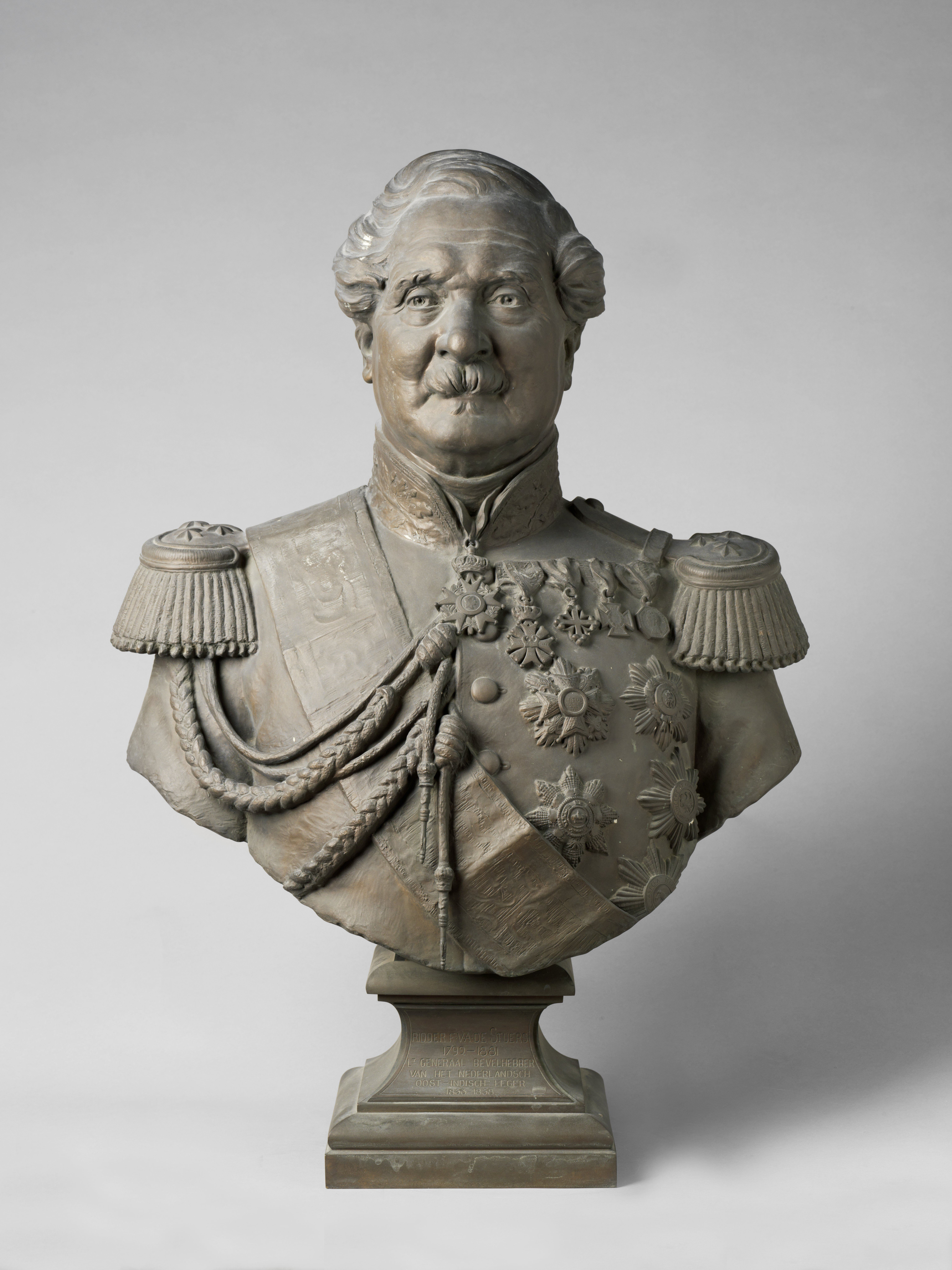
Buste van François V.H.A. de Stuers (1902)
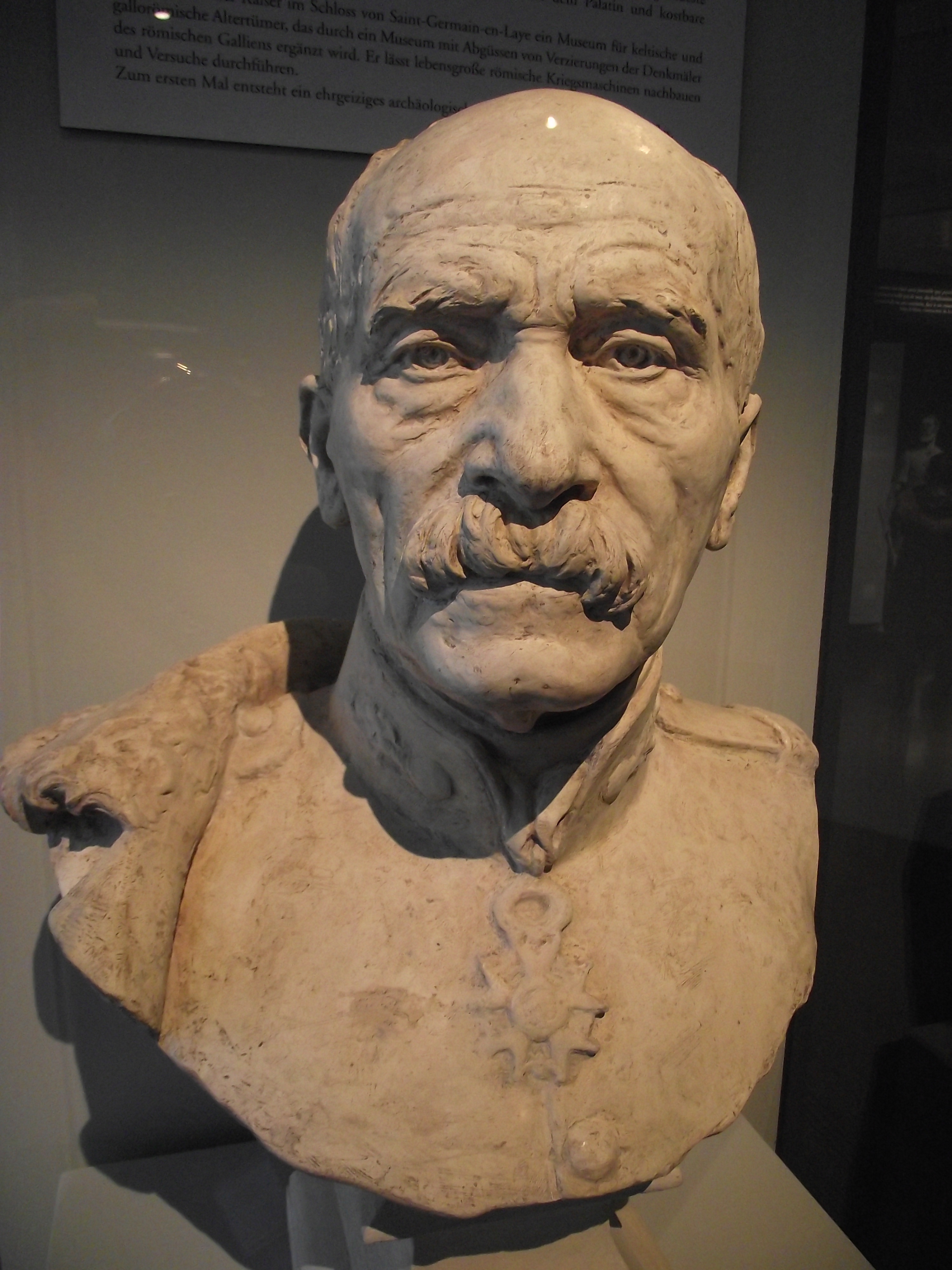
Buste van Eugène Stoffel

- Biografisch Portaal: 20217522
- Gemeinsame Normdatei: 117357901
- International Standard Name Identifier: 0000 0003 8744 3412
- Nederlandse Thesaurus van Auteursnamen: 278567053
- Parlement.com: vg09lly7pvz8
- RKD-Nederlands Instituut voor Kunstgeschiedenis: 75922
- Virtual International Authority File: 280430898
- WorldCat: E39PBJfcPw6jJq7cBhYvjddqQq